# Silence Is Easy
Albums de Starsailor
Love Is Here
(2002) On the Outside
(2005)
Silence Is Easy est le deuxième album studio du groupe pop/rock anglais Starsailor, mis en vente en septembre 2003.

## Liste des morceaux
1. Music Was Saved - 3:00
2. Fidelity - 2:22
3. Some of Us - 3:38
4. Silence Is Easy - 3:40
5. Telling Them - 4:51
6. Shark Food - 3:35
7. Bring My Love - 2:20
8. White Dove - 3:52
9. Four to the Floor - 4:13
10. Born Again - 6:04
11. Restless Heart - 2:02